# Tân Hiệp, Phủ Lý
Tân Hiệp là một phường thuộc thành phố Phủ Lý, tỉnh Hà Nam, Việt Nam.

## Địa lý
Phường Tiên Hiệp có diện tích 12,58 km², dân số năm 2023 là 12.308 người, mật độ dân số đạt 978 người/km².

## Lịch sử
Xã Tiên Hiệp chuyển từ huyện Duy Tiên về thành phố Phủ Lý vào năm 2013.
Ngày 14 tháng 11 năm 2024, Ủy ban Thường vụ Quốc hội ban hành Nghị quyết số 1288/NQ-UBTVQH15 về việc sắp xếp đơn vị hành chính cấp huyện, cấp xã của tỉnh Hà Nam giai đoạn 2023 – 2025 (nghị quyết có hiệu lực từ ngày 1 tháng 1 năm 2025). Theo đó, thành lập phường Tân Hiệp thuộc thành phố Phủ Lý trên cơ sở toàn bộ 5,10 km² diện tích tự nhiên, quy mô dân số là 5.515 người của xã Tiên Hiệp và toàn bộ 7,48 km² diện tích tự nhiên, quy mô dân số là 6.793 người của xã Tiên Tân.
Phường Tân Hiệp có 12,58 km²diện tích tự nhiên và quy mô dân số là 12.308 người.